# 虹とスニーカーの頃
「虹とスニーカーの頃」（にじとスニーカーのころ）は、1979年7月5日に発売されたチューリップの通算16枚目のシングル。

## 解説
累計で50万枚以上を売り上げ、チューリップにとって久々のヒット曲となった。これまでもスマッシュ・ヒットといえる曲はあったが（「銀の指環」「サボテンの花」等）、オリコンTOP10に入ったのは「心の旅」以来である。また、同時期に財津和夫のソロシングル「Wake Up」もヒットしている。
1979年4月頃に書かれた。当時長らくヒットから遠ざかっていたチューリップにとって、久々に「ヒットを意識して作った曲」である。
本作を最後に吉田彰と上田雅利が脱退。デビューから続いたチューリップ第1期といわれる約8年間の期間は終わりを迎えることになる。
本来、この曲は「わがまま」というタイトルでアルバム『Someday Somewhere』に収録される予定になっていたが、急遽シングル曲候補となったため、歌詞の一部と曲のAメロ部分を大幅にアレンジしたのち、曲名を「虹とスニーカーの頃」と改め発売された経緯がある。なお、没案になってしまった「わがまま」は「虹とスニーカーの頃（メロ違いバージョン）」として、1970年代〜80年代に録音された未発表音源を集めた企画アルバム『TULIP Anthology1〜Rare Tracks〜』に収録されている。
財津はこの曲のサビの押韻が決め手としており、母音がアになる音を多用することで、多くの人の耳に残るようにしたという。
オリジナル音源は上田雅利のドラムソロからすぐにサビに入るパターンだが、ライブではドラムソロの後に安部俊幸のギターソロが入ってサビに入るパターンになっていて、それが定着したため1997年の再結成時のレコーディングバージョンはそれに準じた形でレコーディングされている。

## 収録曲
全曲作詞・作曲：財津和夫　編曲：チューリップ
1. 虹とスニーカーの頃
2. アフリカは午後0時